# 潜在超级大国

现存唯一传统超级大国
4个潜在超级大国

潜在超级大国（英語：potential superpower）是一个模糊的概念，用来描述那些非常具有在近世未来成为超级大国潜力的主权国家。冷战结束後，国际系统的格局常称作「一超多强」，美国是唯一的超级大国，在國際事务中发挥远远超过其他国家的影响力量。美国在军事、经济等多面向发挥了全面性的影响力。潜在超级大国之中只有部分强国能与美国稍作抗衡，比如中华人民共和国、欧洲联盟、俄罗斯，但綜合而言，仍有明顯不如。由此可見，美国是超級大國，甚至更可能是超級強国──垄断了国际中部分財力、权力的国家等級組織。近年来随着中国的快速崛起，有观点认为在未来的几十年里，国际格局可能会出现一超多強或两超多强的局面，也就是美国、中国的两超（两国集团）加上欧盟、俄罗斯、印度的多强。

## 案例

### 中華人民共和國
按照国际汇率，中國大陸是全世界第二大经济体，仅次于美国。按购买力平价的国内生产总值（GDP PPP），中国大陸则在2014年超越美国，成为世界最大经济体，PPP達到30萬億美元。中华人民共和国亦是世界第一大工业国、农业国、贸易国和世界第二大服务业国家，经济实力雄厚。中华人民共和国拥有数量占世界1/5的人口、长期保持在7％左右的国内生产总值高速增长率，军费开支排名世界第二，拥有自成体系的军事工业，军事科技水平一流，擁有核武，也拥有世界上规模最庞大的国防力量（规模在250万人左右）和未明确公布数量的核武器库（通常估计在280-350枚之间）。中华人民共和国也是世界航天大国，自2010年以来每年航天发射次数均居世界前列，是仅有的三个能独立完成载人航天的国家之一，并拥有月球软着陆与采样返回、火星软着陆和空间站建设运营等尖端技术。中国是联合国安理会常任理事国，拥有否决权。近年来，其国际地位愈发重要。其社会主义与资本主义相结合的经济制度极大地促进了国家的经济发展，提高了人民的生活水平。然而，中华人民共和国的人均国内生产总值还属中等发展水平，仅位列世界第57位。同時，中华人民共和国国内现今仍存在深层次的矛盾，包括较大的贫富差距、官员贪腐，而且還面臨老龄化及少子化，再加上人口负增长、男女比例不均、政治人权发展复杂（如党国关系难分）等问题都可能阻碍中华人民共和国的进一步发展，使中华人民共和国受到各国的疑虑。

### 歐盟
欧盟成員包括法國、德国、意大利等欧洲國家。如果将欧盟视为一个国家，那它就可成为一个超级大国。歐盟成員中，法國是联合国安理會常任理事國，拥有否决权，同时也是世界上为数不多拥有核武的国家。然而，歐盟的一體性依然有待加強。例如国防与外交政策一致是对国家之定义的重要指标，歐盟雖然近年剛設立歐盟理事會主席及歐盟外交及安全政策代表，但是成員國依然時常各自為政。由於近年積極東擴，納入一些原屬社会主义阵营的东欧国家，欧盟成员在政治、文化、經濟等方面都極具多元性，卻因為各國都堅持自己的民主自由而增加分歧。近年來多名西歐成員紛紛對歐盟加速一體化表達了疑慮，在公民投票中反對如《里斯本條約》和《歐盟憲法》等政策。欧盟中的重要大国英国在2016年6月23日举行的公投中选择脱离欧盟，并于2020年的1月31日正式脱离欧盟。

### 俄羅斯
俄罗斯联邦为在冷战期间曾与美国并称的超级大国——苏联的最大继承国，其国土面积排在世界第一，人口排在世界第九（1.4亿）。俄罗斯也继承了苏联在联合国安理会常任理事国席位，拥有否决权，是第二大石油出口国，并且拥有储量最高的天然气。俄罗斯联邦擁有強大的军事力量和航天实力。俄羅斯現階段因出生率嚴重低下，且人口結構嚴重老齡化而成為制約其復興的重要因素。俄國雖然擁有通往太平洋、北冰洋、黑海及波羅的海的海岸線，但全部都位於緯度較高的地區，缺乏長年不結冰的不凍港，海軍艦隊和商船難以整年停靠，加上波羅的海通往大西洋以及黑海通往地中海的通道均由北約成員所控制，俄羅斯發展海洋霸權的潛力受到其自身和外部勢力的約束。近年來的經濟發展不佳也惡化了這些問題。俄羅斯人權問題也受國際社會關注。

### 印度
按照市场汇率价格和購買力平價，印度的国民生产总值分別排在全球第五位和全球第三位，同時其年度经济增长率为7.3%，基本增速已經與中國大陸持平，因此許多專家報告均預計在二十一世紀五十年代時印度將會成為全球第三大經濟體系，並與美國經濟總量相等或超越。印度人口眾多，而且其庞大而仍处在高速增长水準中的精通英语劳动力，為印度的服务业与软件业提供了顯著性的高速增长。除此之外，在太空領域上印度也有著不少成就，例如2008年成功發射的月球探測器月船1号和2013年成功發射的火星軌道探測器，而且印度還一直在著手準備载人航天計劃，此前就已經完成了回收模拟的载人航天返回舱測試。在軍事方面，印度成為全球第四個成功開發彈道導彈防禦系統（印度彈道導彈防禦系統計劃）的國家，而且拥有核武器、一艘現役航空母艦和洲際彈道導彈，陸軍數量則是位列全球第二。因此，種種跡象皆顯示印度擁有作為超級大國的潛質。可是印度存在一些深層次的矛盾，例如种姓制度遺留的歷史問題、基础建设的落後、公共衛生的差劣、嚴重的人口過剩、居高不下的貧窮人口及其他因素都成為印度發展的絆腳石。

## 实力对比
| 國家或地區 | 人口                 | 人類發展指數         | 國內生產總值[a] | 世界五百強   | 專利             | 石油儲量[b]   | 國防預算[a]   | 軍隊人數         | 世界銀行集團表決權 | 國際貨幣基金組織表決權 | 聯合國安理會常任理事國 | 核武器 | 载人航天 |
| --- | -------------------- | -------------------- | --------------- | ------------ | ---------------- | ------------- | ------------- | ---------------- | ------------------ | ---------------------- | ---------------------- | ------ | -------- |
| 中华人民共和国 | 1,412,578,724 (第二) | 0.768 (第七十九)     | $18,100 (第二)  | 128家 (第二) | 696,939 (第三)   | 256 (第十三)  | $292.0 (第二) | 5,573,000 (第一) | 4.42% (第三)       | 6.09% (第三)           | 是                     | 是     | 是       |
| 欧洲联盟[c] | 448,400,000          | 0.896                | $16,641         | 114家        | 1,840,276        | 67            | $345.0        | 4,343,789        | 28.33%             | 30.59%                 | （法國擁有）           | 是[e]  | 否       |
| 俄羅斯 | 146,670,000 (第九)   | 0.822 (第五十二)     | $2,240 (第八)   | 5家 (第十一) | 168,558 (第七)   | 1,070 (第六)  | $65.8 (第五)  | 3,454,000 (第六) | 2.77% (第八)       | 2.59% (第九)           | 是                     | 是     | 是       |
| 印度 | 1,413,131,719 (第一) | 0.633 (第一百三十二) | $3,385 (第七)   | 9家 (第十)   | 58,733 (第十四)  | 57 (第二十二) | $71.0 (第三)  | 5,126,450 (第四) | 2.91% (第七)       | 2.63% (第八)           | 否                     | 是     | 否       |
| 美国 | 329,420,000 (第三)   | 0.921 (第二十一)     | $25,462 (第一)  | 139家 (第一) | 2,113,628 (第一) | 471 (第十)    | $858.0 (第一) | 2,205,050 (第七) | 15.85% （第一）    | 16.52% （第一）        | 是                     | 是     | 是       |
| ^a 十億美元。 ^b 億桶。 ^c 超國家的聯盟，並非通常意義上的國家。 ^d 法國為常任理事國。 ^e 法國擁有核武器，其他成員國受益於北大西洋公約組織共有核武器。^f 根据路透社查阅的政府文件，俄罗斯已将2023年的国防支出目标翻了一番，超出900亿欧元，因此俄罗斯2023实际国防预算仍然未知。 |                      |                      |                 |              |                  |               |               |                  |                    |                        |                        |        |          |